# Romana Jordan Cizelj
Romana Jordan, née le 8 janvier 1966 à Celje en Styrie, est une femme politique slovène. 
Elle est élue députée au Parlement européen en 2004 et 2009.

## Biographie
Romana Jordan est diplômée en génie électrique et nucléaire, à l'université de Ljubljana. De 1990 à 2002, elle travaille comme chercheur à l'institut Jožef Stefan de Ljubljana.
Elle entre en politique active en 1998, en étant élue au Conseil de surveillance de Domžale. En 2002, elle est élue au conseil municipal, sur la liste du Parti démocratique slovène. 
En 2004, elle a été élue au Parlement Européen. Elle appartient au Parlement européen au Parti populaire européen, de centre-droit. Elle siège à la Commission de l'industrie, de la recherche et de l'énergie et fait partie de la délégation pour les relations avec les États-unis.